# Вацлав I Цешинский
Ва́цлав I Цеши́нский (пол. Wacław I cieszyński) (1413/1416 — 1474) — князь цешинский (1431—1468), бытомский (1431—1452, 1452—1459), севежский (1431—1443), глогувский (1431—1442) и сцинавский (1431—1442), старший сын князя Болеслава I Цешинского и Евфимии Мазовецкой. Представитель цешинcкой линии династии Силезских Пястов.

## Биография
В мае 1431 года после смерти своего отца, князя цешинского Болеслава I, Вацлав вместе с младшими братьями Владиславом, Пшемыславом II и Болеславом II получил в совместное владение Цешинское, Севежское и половину Бытомского, Глогувского и Сцинавского княжеств. В 1431—1442 годах братья правили только формально, фактически управление всеми княжествами на правах регента занималась их мать Евфимия Мазовецкая (ум. 1447), вдова Болеслав I Цешинского.
Будучи тесно связан со двором чешского короля и германского императора Сигизмунда Люксембургского, в 1438 году Вацлав Цешинский принес ленную присягу на верность новому королю Чехии Альбрехту II Габсбургу, зятю Сигизмунда Люксембургского. В том же году он вместе с матерью принял решение предоставить городу Цешин право чеканить собственную монету.
Несмотря на хорошие отношения со своим сюзереном, в 1434 году князь Вацлав Цешинский участвовал на стороне гуситов в их рейдах на владения епископов краковских, расположенных в Польском королевстве. Только ответная экспедиция Кристина Козегловского на Гливице заставила Вацлава заключить соглашение с Польшей на съезде в Бендзине 15 октября 1434 года.
29 ноября 1442 года под давлением младших братьев князь Вацлав Цешинский согласился на раздел отцовских владений. Вацлав оставил за собой Цешинское, Севежское и половину Бытомского княжества. Его брат Владислав получил в управление принадлежащие цешинским князьям половины Глогувского и Сцинавского княжеств. Пшемыслав получил во владение город Скочув и половину Бельско-Бялы, а Болеслав – вторую половину Бельско-Бялы и город Фриштат. Оба младших брата продолжали именоваться князьями цешинскими. Цешин, столица княжества, также был формально разделен между четырьмя братьями, но фактически им продолжал управлять Вацлав.
24 декабря 1443 года князь Вацлав Цешинский с согласия матери и братьев продал принадлежащее ему Севежское княжество краковскому епископу Збигневу Олесницкому за 6 000 гривен. С этого времени Севежское княжество перестло считаться частью Силезии. Эта сделка не решила финансовых проблем Вацлава Цешинского, но вовлекла его в конфликт с князем глогувско-прудницким Болеславом V Гуситом, твердым сторонником гуситов и противником католической церкви. Конфликт с Болеславом V удалось завершить только 1 июля 1457 года, когда Вацлав Цешинский заключил соглашение с Польским королевством.
В 1452 году князь Вацлав Цешинский передал своему младшему брату Болеславу принадлежавшую ему половину Бытомского княжества в обмен на половину города Бельско-Бяла. Но в том же 1452 году Болеслав скончался. Вацлав стал опекуном его малолетних детей и забрал себе половину Бытомского княжества. В июле 1459 года Вацлав Цешинский продал ее за 1700 гривен князю Конраду IX Олесницкому, владевшему второй половиной княжества.
В 1460-х годах политическая активность князя Вацлава Цешинского значительно снизилась. В феврале 1462 года скончался бездетный князь Владислав II Плоцкий, кузен Вацлава Цешинского. Братья Вацлав и Пшемыслав II заявили о своих претензиях на Плоцк, Белз, Раву и Визну в Мазовии. Однако польский король Казимир Ягеллончик включил в состав Польши Гостынин, Раву и Белз, а мазовецкий князь Конрад III Рыжий захватил города Плоцк и Визну.
В 1468 году князь Вацлав Цешинский, не имевший потомства, завещал свои права на Цешинское княжество своему племяннику Казимиру II, но фактически по договоренности в Цешине стал править его брат Пшемыслав II. Сам Вацлав получил от Пшеиыслава вторую половину Бельско-Бялы и перебрался в этот город. В 1471 году Вацлав Цешинский поддержал претензии польского королевича Владислава Ягеллона на чешский престол.
В 1474 году князь Вацлав Цешинский скончался в Бельско-Бяле и был похоронен в доминиканском костёле в Цешине.

## Семья
9 декабря 1438 года/17 февраля 1439 года князь Вацлав Цешинский женился на Елизавете Бранденбургской (1403—1449), старшей дочери Фридриха I, курфюрста Бранденбургского (1371—1440) и Елизаветы Баварской (1383—1442), вдове князя Людвика II Бжегского (1380/1385 — 1436). Этот брак оказался несчастливым и бездетным, в 1445 году он был расторгнут.